# Volleybalvereniging Peelpush 2022-2023
Questa voce raccoglie le informazioni riguardanti il Volleybalvereniging Peelpush nelle competizioni ufficiali della stagione 2022-2023.

## Stagione
Il Volleybalvereniging Peelpush partecipa alla stagione 2022-23 senza alcuna denominazione sponsorizzata.
Il Eredivisie si piazza al settimo posto in regular season, che vale l'accesso alla Pool B, dove ottiene il primo posto. In Coppa dei Paesi Bassi viene invece eliminato già agli ottavi di finale.

## Organigramma societario
Area direttiva
- Presidente: Wil van Oosteren

Area tecnica
- Primo allenatore: Johan Leenders
- Secondo allenatore: Frank Bongers
- Assistente allenatore: Robin van Rijswijck
- Scoutman: Arjan Naus
- Preparatore atletico: Karin Sonnemans-Mennen, Daan Sonnemans

Area sanitaria
- Fisioterapista: William van der Heijden

## Rosa
| N° | Nome              | Ruolo | Data di nascita  | Nazionalità sportiva |
| -- | ----------------- | ----- | ---------------- | -------------------- |
| 1  | Celine Keijsers   | O     | 27 dicembre 1994 | Paesi Bassi          |
| 2  | Lynn Aerts        | S     | 12 luglio 2000   | Paesi Bassi          |
| 3  | Laura de Jong     | S     | 17 luglio 1994   | Paesi Bassi          |
| 4  | Lieke Oomen       | P     | 13 gennaio 1998  | Paesi Bassi          |
| 5  | Laura Vermaas     | C     | 2003             | Paesi Bassi          |
| 6  | Nina Evers        | C     | 2008             | Paesi Bassi          |
| 7  | Heleen Wiegerinck | O     | 2006             | Paesi Bassi          |
| 8  | Wies Smits        | S     | 2006             | Paesi Bassi          |
| 10 | Imke Blokland     | C     | 12 gennaio 1996  | Paesi Bassi          |
| 11 | Anouk de Jong     | L     | 16 gennaio 1996  | Paesi Bassi          |
| 12 | Jody Selten       | S     | 14 marzo 1999    | Paesi Bassi          |
| 13 | Paula Tober       | S     | 2005             | Paesi Bassi          |
| 14 | Juul Crins        | P     | 2003             | Paesi Bassi          |

## Statistiche

### Statistiche di squadra
| Competizione          | Punti | In casa | In casa | In casa | In trasferta | In trasferta | In trasferta | Totale | Totale | Totale |
| Competizione          | Punti | G       | V       | P       | G            | V            | P            | G      | V      | P      |
| --------------------- | ----- | ------- | ------- | ------- | ------------ | ------------ | ------------ | ------ | ------ | ------ |
| Eredivisie            | 20/14 | 13      | 7       | 6       | 13           | 5            | 8            | 26     | 12     | 14     |
| Coppa dei Paesi Bassi | -     | 1       | 0       | 1       | 0            | 0            | 0            | 1      | 0      | 1      |
| Totale                | -     | 14      | 7       | 7       | 13           | 5            | 8            | 27     | 12     | 15     |

Nel computo sono inclusi i due incontri successivamente annullati contro l'Eurosped.

### Statistiche delle giocatrici
Dati non disponibili.